# Долар Ніуе
Долар Ніуе — колекційні монети державного утворення Ніуе.
Вільно асоційована з Новою Зеландією державне утворення Ніуе використовує як валюту новозеландський долар. Однак, як колекційний випускається спеціальний долар Ніуе (англ. Niue dollar). Долар Ніуе не є справжньою валютою і ніколи не призначався для офіційного обороту, при цьому він прийнятний як платіжний засіб у Ніуе.
Монети Ніуе того ж забарвлення та маси, що й відповідні новозеландські, але мають інший малюнок на реверсі ; стандартні: 5 центів — два горбаті кити, 10 центів — краб, 20 центів — аквалангіст, 50 центів — аутригер-каное, 1 долар — меч-риба (на монеті 2010 р.). випуску — листя рослини). На лицьовій стороні всіх монет Ніуе зображений національний герб або королева Єлизавета II. Банкноти Ніуе не випускаються.
У січні 2023 Ніуе, випустила срібну пам’ятну монету «Воїн Азовсталі» номіналом 5 доларів. 